# Великий Чапельський під
Великий Чапельський під — унікальна депресія рельєфу (під) розміром 4 на 6 км, що періодично заповнюється талими водами; розташований на території біосферного заповідника Асканія-Нова. Він занесений до міжнародного списку Рамсарської конвенції про охорону водно-болотних угідь.

## Опис

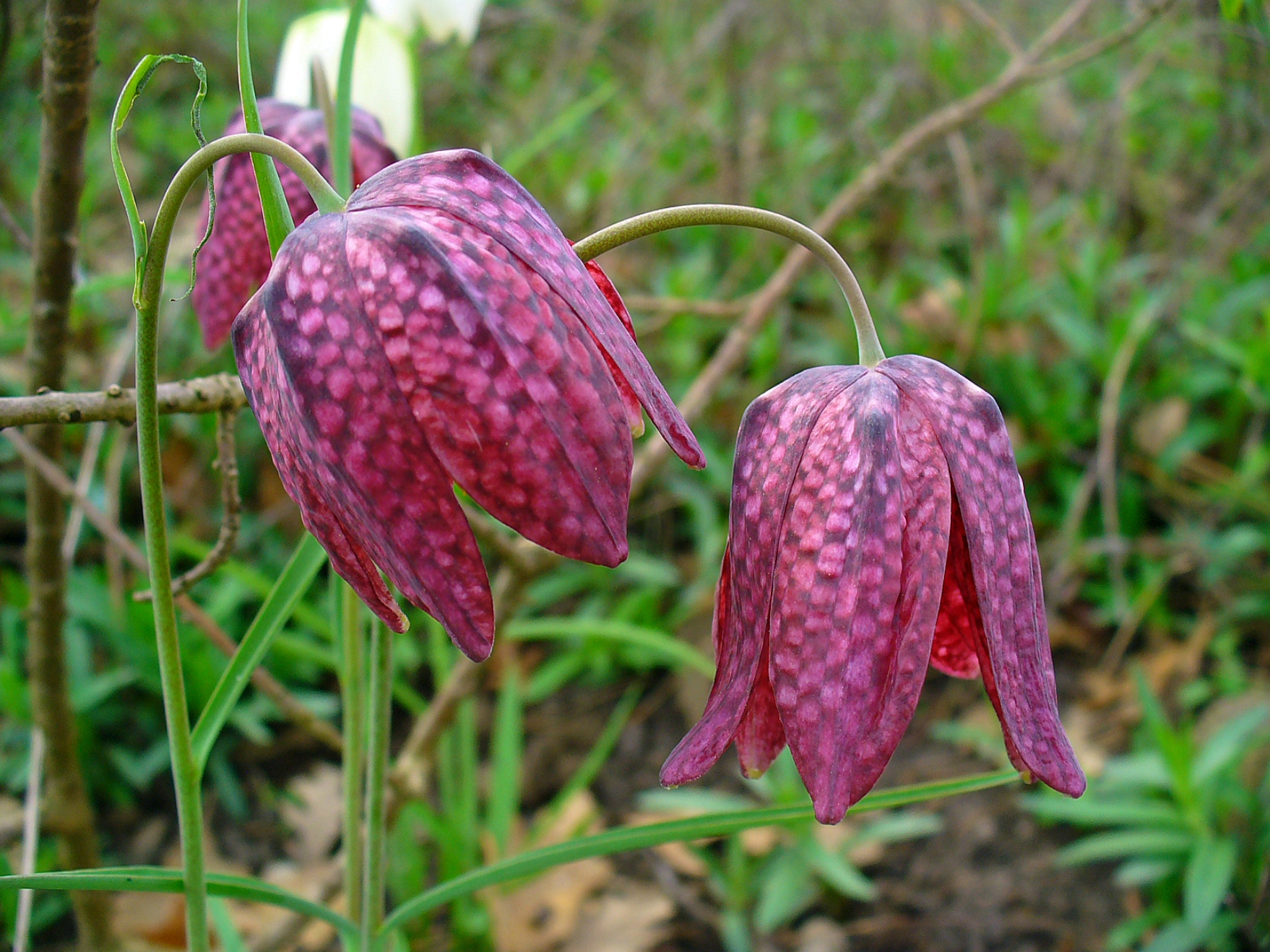
Рябчик шаховий, або великий

У найглибшій частині поду ростуть гідрофіти, в тому числі рідкісний в Україні вид — зіркоплідник частуховидний (Damasonium alisma). На цій ділянці зареєстрований найвищий показник різноманітності квіткових рослин у заповіднику — 368 видів, у тому числі 53 ендемічних. 8 видів занесено до Червоної книги України.
На території Великого Чапельського поду в умовах, наближених до природних, утримуються дикі копитні з різних континентів. Цілий рік тут мешкають бізони, сайгаки, лань європейська, кінь Пржевальського, туркменські кулани, осли, благородні олені, плямисті олені, муфлони, двогорбі верблюди. Влітку сюди випускають ватуссі, антилоп канна, кафрських буйволів, гну, нільгау, зебр і гаялів.
Восени в центрі поду збирається велика кількість перелітних птахів: різні види качок, зграї сірих журавлів, сірих гусей, куликів.

## Ресурси Інтернету
- Клименко С. Заповідник «Асканія-Нова», Великий Чапельський під, 2013 рік
- Знаменский С. Аскания-Нова, часть 2. Чапельский Под

## Виноски
1. ↑  7 чудес України — Асканія-Нова. Архів оригіналу за 4 травня 2009. Процитовано 24 серпня 2014.